# Deszcz (utwór Iry)
Deszcz – druga ballada rockowa pochodząca z trzeciego albumu zespołu 1993 rok. Utwór trwa 5 minut i 5 sekund i jest trzecim co do długości utworem znajdującym się na płycie. Dłuższe są tylko Wiara (5:24) oraz Sex (5:06). Utwór został zamieszczony na ósmej pozycji na krążku, która ukazała się nakładem firmy TOP Music.
Tekst utworu opowiada o mężczyźnie, który pewnego dnia przez własne błędy stracił ukochaną kobietę. Mężczyzna czuje się samotny, opuszczony przez wszystkich. Zazdrości tym którzy mają do kogo wrócić. Mimo to nieustannie wierzy w to że uda mu się odzyskać utraconą wcześniej kobietę. Autorem tekstu jest wokalista grupy Artur Gadowski.
Brzmienie utworu utrzymane jest w lżejszym melodyjnym rockowym brzmieniu, połączonym z melodyjną solówką gitarową w wykonaniu gitarzysty Piotra Łukaszewskiego, który jest również kompozytorem utworu.
Deszcz był regularnie granym utworem podczas trasy promującej krążek, został m.in. zagrany podczas występu zespołu na Festiwalu w Jarocinie w sierpniu 1993 roku. Utwór bardzo często grany był również na koncertach akustycznych. Został zagrany m.in. na koncercie "Bez prądu" w studiu polskiego radia w Łodzi w kwietniu 1994 roku, oraz w koncercie "Dwa światy" w Filharmonii Pomorskiej w Bydgoszczy wraz z orkiestrą symfoniczną, pod batutą Grzegorza Daronia.
Kompozycja cieszyła się także dużą popularnością na krajowych listach przebojów, docierając m.in. do 13 miejsca na Liście Przebojów Programu Trzeciego Polskiego Radia. Utwór trafił także na bootlegową składankę Ballady wydaną w 1994 roku przez wytwórnię Starling S.A.
Deszcz znalazł się także na obu płytach koncertowych, z czego na pierwszej z nich wydanej w 1993 roku, jest krótszy od wersji studyjnej i trwa 4 minuty i 47 sekund, oraz na drugiej z nich wydanej w 2004 roku, gdzie trwa 5 minut i 10 sekund.
Obecnie Deszcz  jest sporadycznie grany na koncertach zespołu.

## Deszcz na koncertach
Utwór Deszcz regularnie pojawiał się w setlistach koncertowych podczas koncertów grupy w 1993, 1994 oraz 1995 roku. Regularnie był grany także podczas wszystkich koncertów akustycznych, jakie zespół grał w tamtym okresie. Znalazł się także w koncertowej setliście koncertu który został zarejestrowany jesienią 1993 roku i trafił na płytę IRA Live. Utwór grany był rzadziej podczas koncertów w 2002 oraz 2003 roku, mimo to wszedł w skład utworów z koncertu Live 15-lecie. Obecnie jednak jest sporadycznie wykonywany.

## Teledysk
Do utworu Deszcz powstały dwie wersje teledysków. Powszechnie znana jest tylko jedna z nich, która przedstawia zlepione fragmenty  m.in. z koncertów, ze studia. Teledysk zrobiony jest w odcieniach szarości. Clip kręcony był w 1993 roku wtedy też przypadła jego premiera telewizyjna. Clip bardzo często pokazywany był w programach poświęconych tematyce rockowej, m.in. "Rock Noc" oraz "Clipol".
Artur Gadowski powiedział o utworze "Deszcz":
"Deszcz był najtrudniejszą piosenką jeśli chodzi o fazę pisania tekstu. Minęło sporo czasu zanim osiągnęła ostateczny kształt. Ciągle się coś zmieniało. To ponura piosenka, chciałem w niej wyrazić tak naprawdę do końca, wszystko co w pewnym momencie siedziało mi w duszy. Może nie wyszło mi to absolutnie tak jak chciałem, ale powiem szczerze że nie należę do ludzi którym pisanie przychodzi łatwo. Tworzę w bólach, nie umiem pisać łatwo."
(Źródło: Magazyn Brum 1994 rok)

## Twórcy
IRA
- Artur Gadowski - śpiew, chór
- Wojtek Owczarek - perkusja
- Piotr Sujka - gitara basowa, chór
- Kuba Płucisz - gitara rytmiczna
- Piotr Łukaszewski - gitara prowadząca

Produkcja
- Nagrywany oraz miksowany: 8 lutego - marzec 1993 w Studio S-4 w Warszawie
- Producent muzyczny: Leszek Kamiński
- Realizator nagrań: Leszek Kamiński
- Montaż płyty: Krzysztof Audycki
- Aranżacja: Piotr Łukaszewski
- Tekst piosenki: Artur Gadowski
- Zdjęcia wykonał: Dariusz Majewski
- Projekt graficzny: Zbigniew Majerczyk
- Pomysł okładki: Wojtek Owczarek oraz Marek Maj
- Sponsor zespołu: Mustang Poland

## Inne wersje
- Koncertowa wersja z płyty IRA Live z 1993 roku
- Koncertowa wersja z Festiwalu w Jarocinie w sierpniu 1993 roku
- Akustyczna wersja z koncertu "Bez prądu" w studiu polskiego radia w Łodzi w kwietniu 1994 roku
- Akustyczna wersja wykonana wraz z orkiestrą symfoniczną podczas koncertu "Dwa światy" w Filharmonii w Bydgoszczy w maju 1994 roku
- Koncertowa wersja z koncertu Live 15-lecie z września 2003 roku

## Notowania
| Pozycja | 50 | 47 | 32 | 18 | 13 | 13 | 15 | 15 | 15 | 15 | 18 | 18 | 25 |

- Utwór znajdował się na liście od 21 stycznia, do 15 kwietnia 1994 roku. Łącznie na liście znajdował się przez 13 tygodni.